# Яновиці (Островецький повіт)
Яновиці (пол. Janowice) — село в Польщі, у гміні Васнюв Островецького повіту Свентокшиського воєводства.
Населення — 123 особи (2011).
У 1975-1998 роках село належало до Келецького воєводства.

## Демографія
Демографічна структура на день 31 березня 2011 року:
|          | Загалом | Допрацездатний вік | Працездатний вік | Постпрацездатний вік |
| -------- | ------- | ------------------ | ---------------- | -------------------- |
| Чоловіки | 59      | 13                 | 33               | 13                   |
| Жінки    | 64      | 16                 | 34               | 14                   |
| Разом    | 123     | 29                 | 67               | 27                   |